# Hero (utwór muzyczny Charlotte Perrelli)
Hero – angielskojęzyczny utwór szwedzkiej piosenkarki Charlotte Perrelli wydany 12 marca 2008 roku, pochodzący z albumu o tej samej nazwie. Piosenkę napisali Bobby Ljunggren i Fredrik Kempe.
W 2008 utwór wygrał Melodifestivalen 2008 i reprezentował Szwecję podczas 53. Konkursu Piosenki Eurowizji.

## Historia utworu

### Nagrywanie
Muzykę do piosenki stworzyli Fredrik Kempe i Bobby Ljunggren. Producentem singla został Peter Boström, za mastering odpowiedzialny był Björn Engelmann, a za miksowanie - Grizzly. Fotografię na okładkę wykonał Andreas Lundberg. Utwór został zgłoszony do szwedzkich preselekcji do Konkursu Piosenki Eurowizji w 2008 roku – Melodifestivalen 2008. Perrelli od razu zgodziła się wykonać piosenkę w eliminacjach, które ostatecznie wygrała.

#### Nagranie
Poszczególne instrumenty w utworze nagrali:
- Wokal: Charlotte Perrelli
- Chórek: Agnetha Kjörsvik, Anna Nordell
- Gitara: Pontus Söderqvist

### Teledysk
14 kwietnia w Sztokholmie nagrano oficjalny teledysk do „Hero”. Perrelli miała na sobie pięć drogich kreacji, w złotą suknię, która kosztowała ok. 15 000 szwedzkich koron, białą, srebrną oraz czarną połyskującą sukienkę oraz fioletowy strój. Podczas nagrań piosenkarce towarzyszył osobisty fryzjer, makijażysta oraz siostra Kina Björk. Klip nagrało dziesięciu kamerzystów. Teledysk opublikowano 7 maja 2008 roku.

### Występy na żywo: Melodifestivalen i Konkurs Piosenki Eurowizji

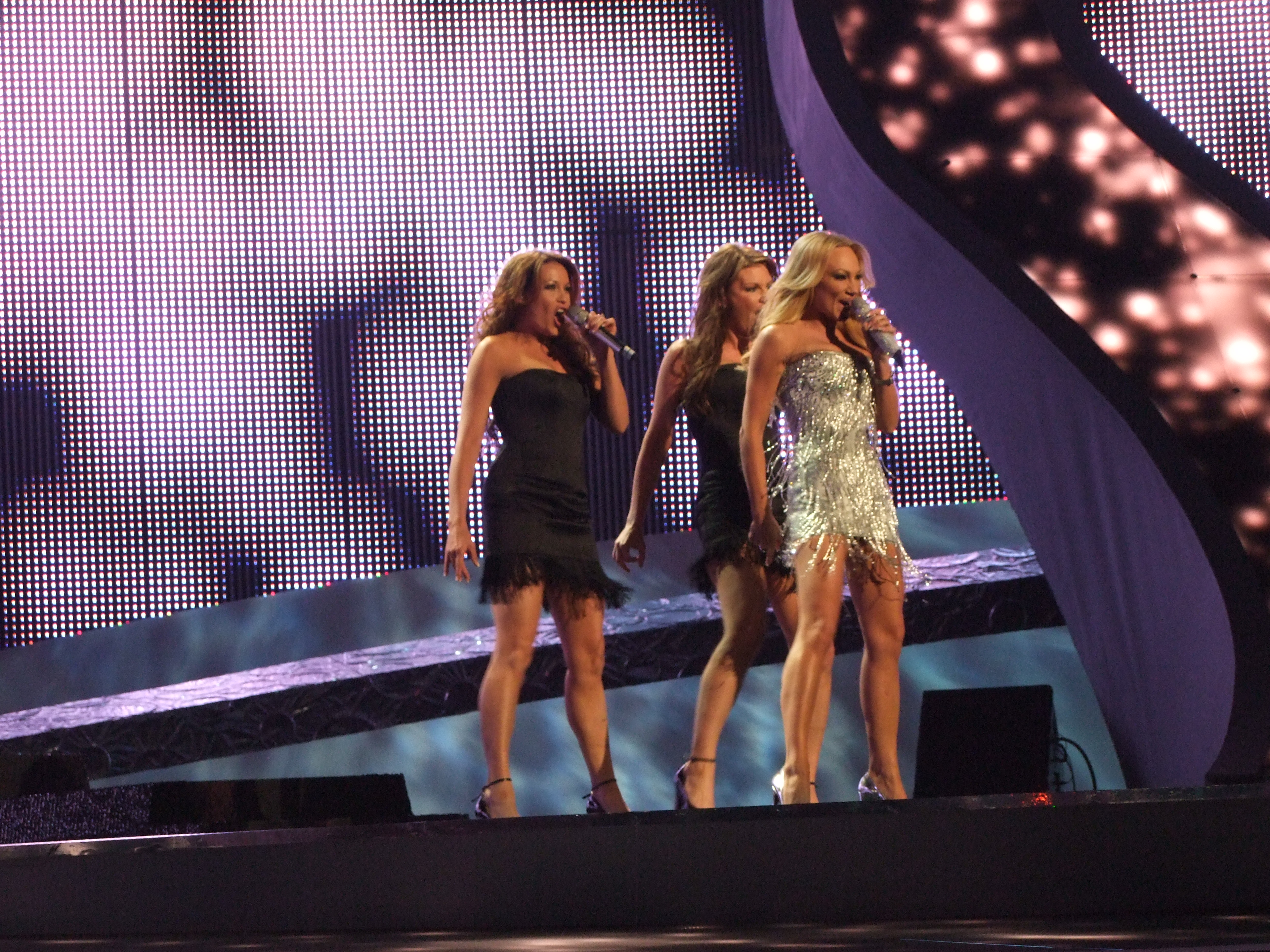
Charlotte Perrelli w trakcie wykonywania „Hero” podczas drugiego półfinału 53. Konkursu Piosenki Eurowizji

1 marca 2008 roku „Hero” zostało wykonane w ostatnim, czwartym półfinale szwedzkich selekcji do 53. Konkursu Piosenki Eurowizji – Melodifestivalen 2008. W pierwszej rundzie głosowanie utwór zdobył 98 666 głosów i zakwalifikowany został do drugiego etapu, który wygrał z 137 738 głosami na koncie. 15 marca Perrelli wykonała piosenkę w finale eliminacji jako pierwszy uczestnik. Ostatecznie wygrała rundę finałową, zdobywając łącznie 224 punkty. Jurorzy przyznali propozycji 114 punktów, które uplasowało go na 1. miejscu wśród 10. finalistów w finałowym rankingu sędziów. Dzięki 397 907 głosom widzów Perrelli otrzymała 110 punktów od publiczności (drugie miejsce). Ostatecznie wygrała selekcje z 18-punktową przewagą nad zdobywczynią drugiego miejsca w finale - Sanną Nielsen.
16 marca odbyła się specjalna konferencja prasowa, podczas której piosenkarka wylosowała drugi numer startowy w drugim półfinale Konkursu Piosenki Eurowizji. Kilka dni później w Belgradzkiej Arenie zaczęła próby generalne do występu. 
Przed półfinałem festiwalu była uznawana za faworytkę. We czwartek 22 maja singel wykonany został w drugim półfinale konkursu i zdobył 54 punkty, które zapewnił mu 12. miejsce. Teoretycznie nie powinien znaleźć się w stawce finałowej, jednak ówczesny regulamin zaznaczał, że dziesiątego finalistę wybierają jurorzy. Dzięki temu „Hero” zostało dopuszczone do finału, który zorganizowano 24 maja. Perrelii wylosowała 15. numer startowy (ten sam co w 1999 roku, kiedy wygrała konkurs), zdobyła 47 punktów i zajęła 18. miejsce.

## Wydanie na albumach
| Album | Data                              | Wytwórnia                              | Format | Nr katalogowy           | Nr utworu | Źródło        |
| ----- | --------------------------------- | -------------------------------------- | ------ | ----------------------- | --------- | ------------- |
| Hero  | 23 kwietnia 2008 18 sierpnia 2008 | Universal Music AB Warner Music Poland | 1 CD   | 060251767545 5144299992 | 2         | [ 20 ] [ 22 ] |

## Lista utworów
- CD single (12 marca 2008)[4]

1. „Hero” - 2:54
2. „Hero” (Instrumental Version) - 2:55

- Press promo single[23]

1. „Hero” - 2:56
2. „Hero (Extended)” - 5:43
3. Data Content:

Music Video - Hero
Stageperformens
Presspictures

## Notowania na listach przebojów
| Kraj       | Lista (2008)               | Pozycja |
| ---------- | -------------------------- | ------- |
| Szwecja    | Singles Top 60             | 1       |
| Szwecja    | Årslista Singlar - År 2008 | 1       |
| Finlandia  | Top 20 Singles             | 18      |
| Norwegia   | Top 20 Singles             | 20      |
| Dania      | Tracklisten Top 40         | 24      |
| Szwajcaria | Singles Top 75             | 65      |
| Europa     | European Hot 100 Singles   | 86      |